# Čelebići (Foča, BiH)
Čelebići su naselje u općini Foča, Republika Srpska, BiH.
Prosječna nadmorska visina Čelebića je 1200 metara. U selu je osnovna škola "Veselin Masleša". Pravoslavna crkva sv. Nikole, u narodu poznata kao Šklopotnica, potječe iz 1831. godine. Glavna gospodarska djelatnost Čelebićana je poljodjelstvo. 1960-ih i 1970-ih Čelebićani su dosta iselili, ponajviše u Beograd.

## Stanovništvo
| Narod     | Popis 1961. | Popis 1971. | Popis 1981. | Popis 1991. |
| --------- | ----------- | ----------- | ----------- | ----------- |
| Hrvati    |             |             | 4           |             |
| Muslimani | 2           |             |             |             |
| Srbi      | 191         | 238         | 152         | 128         |
| ostali    | 10          | 10          | 8           | 4           |
| Ukupno    | 203         | 248         | 164         | 132         |

## Vanjske poveznice
- Satelitska snimka  Arhivirana inačica izvorne stranice od 4. ožujka 2021. (Wayback Machine)

### Ostali projekti
|  | Zajednički poslužitelj ima još gradiva o temi Čelebići (Foča, BiH) |